# 芬兰独立日
芬兰独立日（芬蘭語：Suomen itsenäisyyspäivä）是芬兰的国庆日，以纪念芬兰在1917年12月6日取得独立。独立日是一个非常隆重庄严的庆典，它跟怀念在战争中为国捐躯的人相关。在独立日里已形成一些年度传统，如从第一任总统开始就有的共和国总统独立日招待会、军队阅兵式、火炬游行以及一个新的传统：电视播放《无名战士》电影。
从1919年开始在12月6日设置独立日，当时在学校、法院及政府部门中是法定休息日。1929年起该日成为带薪假日，1937年起成为全国性的法定假日和休息日。独立日是升旗日。

## 历史

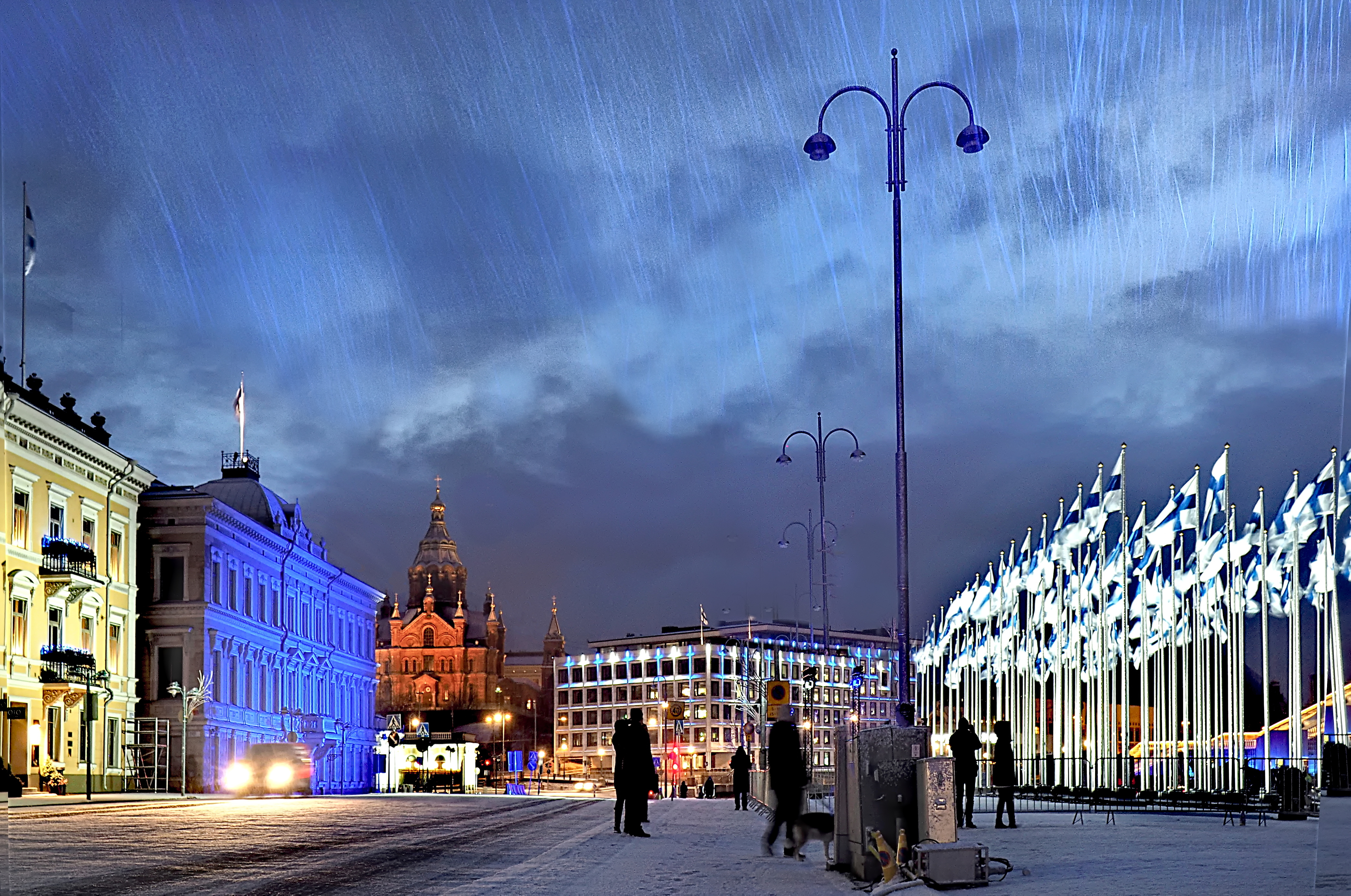
2017年独立日时一百面芬兰国旗升起在赫尔辛基集市广场，以纪念芬兰独立一百周年

芬兰在1917年12月6日从俄国独立。布尔什维克在1917年11月7日至8日发动十月革命夺取了俄国的政权，同时1917年12月4日由斯温胡武德领导的政府发布了芬兰独立宣言。芬兰议会在12月6日以100-88的票数通过了独立宣言。
在芬兰独立后的开始阶段芬兰各派对哪一天算作是独立日有不同的意见。右派人士认为芬兰是在内战结束后才真正脱离俄国，因此想在白军胜利日阅兵式的5月16日庆祝芬兰独立。而左派人士则认为11月15日为独立日，因为代表芬兰民意的芬兰议会是在1917年11月15日宣示行使芬兰最高权力。另外学术界人士则在独立宣言通过一周年的1918年12月6日举行独立周年庆祝活动。
自1919年后才开始大范围内在12月6日庆祝独立日。芬兰政府在当时决定该日为政府部门、学校和法院的休息日。1929年通过法律决定该日为全国性的带薪休息日。1937年制订了有关庆祝独立日的法律，该日定为全国性的庆祝日和休息日。根据规定，独立日为带薪休息日，如果没可能休假的话，需像在周日工作那样除工资外加付补贴。
独立日是正式的升旗日。不像冬天里其它升旗日那样在日落时收旗，独立日那天是在20:00收旗。

## 独立日传统

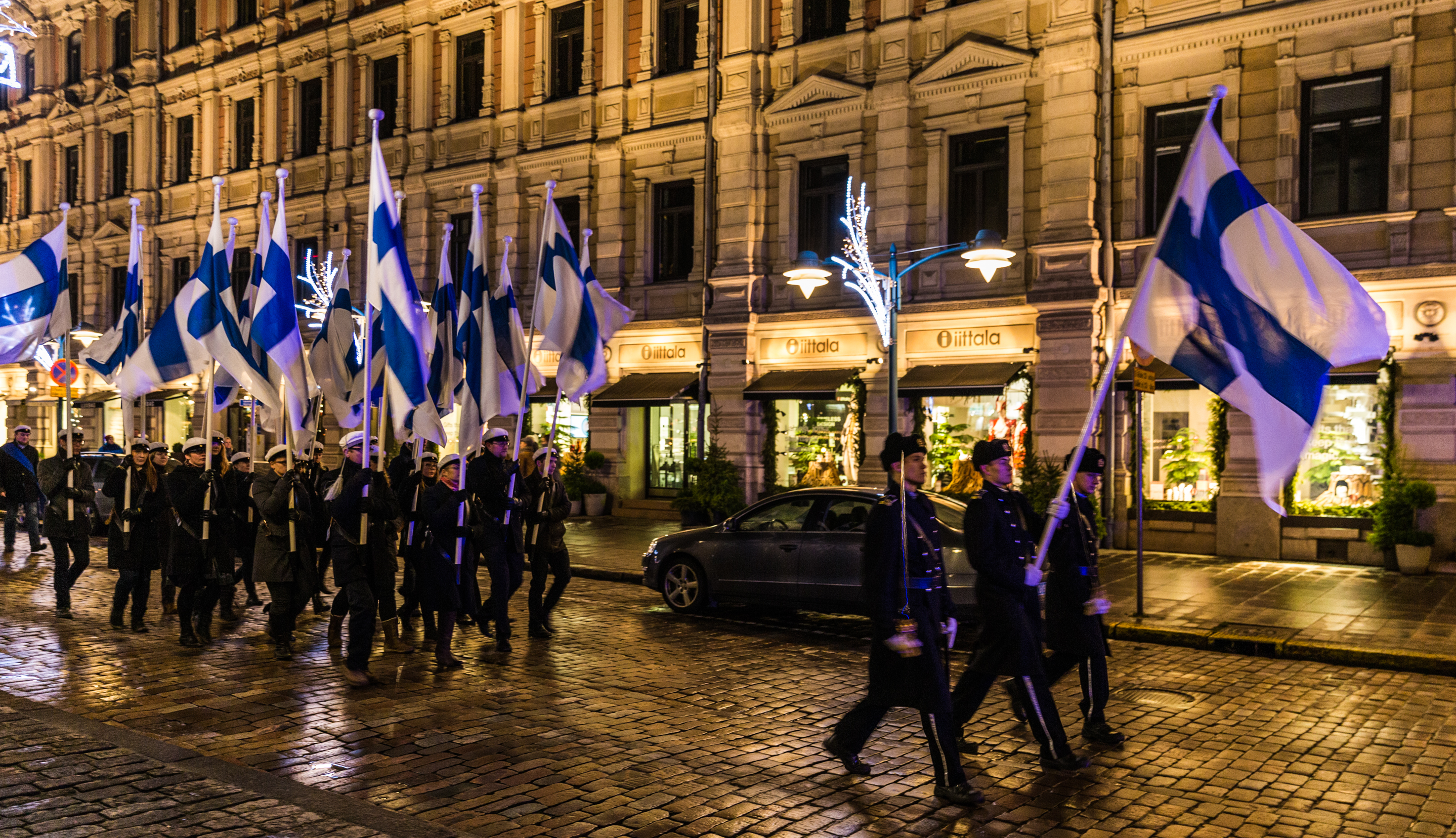
2015年的大学生火炬游行

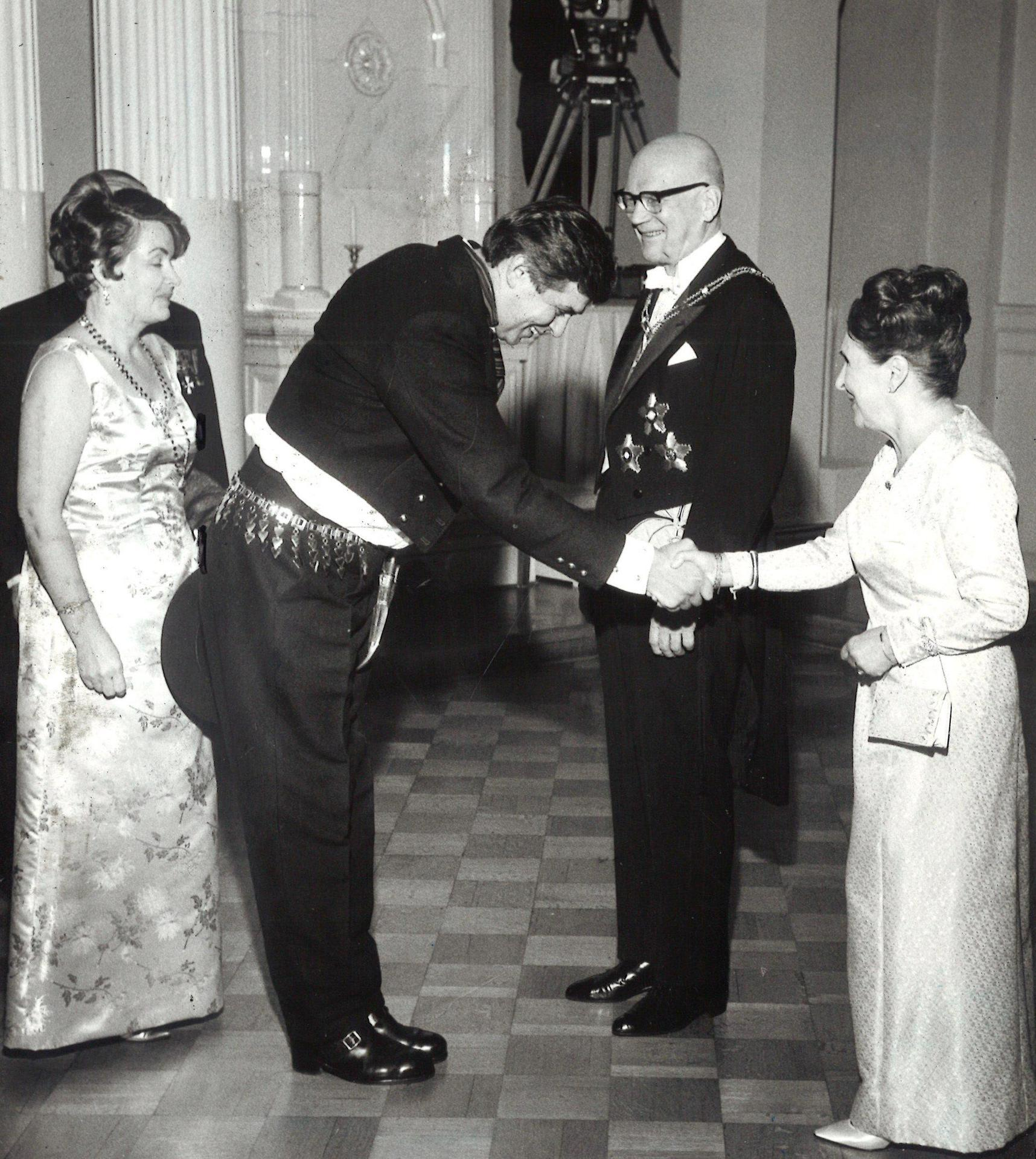
1965年当时的吉科宁总统夫妇在独立日招待会上接见受邀宾客

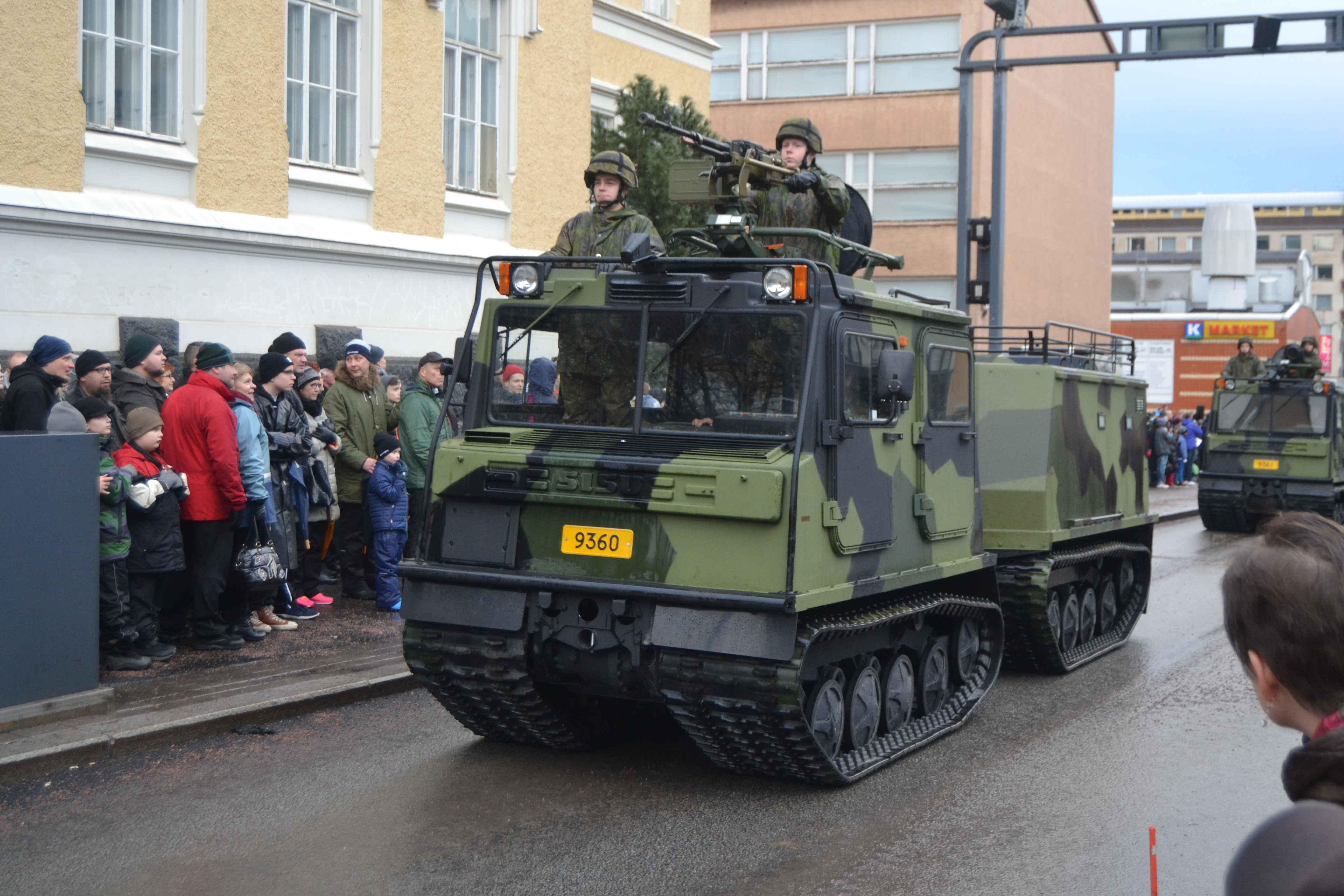
2015年在于韦斯屈莱举行的独立日阅兵式

芬兰独立差不多有一百年左右，多年的庆祝活动当中有些逐步已成为庆祝独立节的传统。
- 天文台山（Tähtitorninmäki）上的升旗仪式：自1957年起每年在天文台山上独立日上午9点举行升旗仪式，仪式上会有演讲发布和合唱团表演。整个仪式会全程广播直播[5]。
- 独立日庆典礼拜：独立日庆典礼拜在赫尔辛基主教座堂举行。自1998年起各个教派一起举行庆典礼拜。参加庆典礼拜的有国家最高领导层，如总统、政府总理和部长、国家高级公务员、议会议长和议员。普通教会群众也可以坐在二楼边座上参加礼拜。庆典礼拜会在电视上直播[6]。
- 烈士墓园：在独立日里很多群众会去烈士墓园里参拜为国捐躯的烈士，并在烈士墓地上点燃蜡烛。后备役军人也会在烈士墓园里站岗致敬[4]。
- 颁布荣誉奖章和授予军衔：在独立日和每年6月4日的国防军军旗日芬兰总统会颁布勋章和授予芬兰国防军军衔[4]。
- 大学生火炬游行：在好多有大学的城市里会举办大学生火炬游行。
- 点蜡：在独立日里芬兰人会在家里窗台上点燃两支蓝白国旗色的蜡烛。点蜡传统的起源现在不得而知。一说点蜡起源于瑞典统治时期，当时在瑞典皇家庆典日和皇室造访芬兰时会在窗台上点蜡。在芬兰大公国自治时期会为沙皇皇室的庆典而点蜡。在俄国化时期为反抗俄国化开始在2月5日芬兰民族诗人鲁内贝里的生日里点燃蜡烛。猎兵运动中也有在同一窗台上点燃两支蜡烛来表示想要去德国参加猎兵的人可以在该楼房里安全过夜休息。在窗台上点蜡的固定传统是在1927年开始的，当时独立联盟（芬蘭語：Itsenäisyyden Liitto）建议在独立日晚上18-21点之间点燃蜡烛。现在蜡烛一般点燃至20点[4]。
- 芬兰总统独立日招待会：每年总统在芬兰总统府内举办盛大的总统招待会。总统会邀请政府成员、议会议员、各国使节、退伍军人、运动员、艺术家等各界著名人士参加庆典。招待会的实况直播是一个非常受欢迎的节目。普通民众对参加招待会的明星公众人物的服装品头论足、津津有道[4]。从2000年起每年有超过两百万的芬兰人观看电视直播。2015年的直播观众高达两百六十万[7]。总统招待会在芬兰第一任总统时就已开始举行。战后除了有四年停办之外每年举办。至今一般会邀请1600至2000位客人参加[8]。
- 芬兰国防军全国独立日阅兵式：每年在不同的城市举办芬兰国防军全国独立日阅兵式。这是全国最大的士兵游行活动，除展示各个军旅以及非政府组织等之外也展示空军的飞行表演。独立日阅兵式也在电视上转播，例如在2015年的电视转播大概有一百万的观众。另外在独立日里也会举办地方性的阅兵式。
- 韦伊科·胡尔斯蒂（芬蘭語：Veikko Hursti）主办的庆祝独立日活动：拥有“社会顾问”名誉头衔、慈善家韦伊科·胡尔斯蒂多年来一直通过募捐在独立日给穷人提供午餐和衣服。在他去世后他的儿子延续了这一传统[4]。
- 《无名战士》电影：芬兰广播公司自2000年起在每个独立日里在电视频道上播放由埃德温·莱内（英语：Edvin Laine）导演的《无名战士（英语：The Unknown Soldier (1955 film)）》电影[9]。在2015年播放时电视观众超过36万人[7]。

## 独立日庆祝特征
芬兰独立日庆祝的特征是由政府组织的隆重活动。独立日的各种庆祝活动源自沙皇时期。沙皇皇家节庆日里有举办招待会、阅兵、火炬游行和教堂礼拜的传统。在芬兰独立后的前几十年里这些庆典活动带有强烈的右派色彩。右派也曾想把在芬兰内战中胜利一方的庆祝日当作独立日。在冬季战争之前双方才开始在独立日里有共同的体会和回忆。由政府主导以及战争的威胁使独立日庆典变得隆重起来。这个特征在战后越发明显，在独立日里同时也纪念在战争中为国捐躯的英雄。和在冬天里的独立日庆祝方式完全相反的是在春季庆祝的瓦普节（芬兰的五一节），在瓦普节里人们为迎接春天的到来而狂饮作乐。